# Seznam poslancev 5. državnega zbora Republike Slovenije
Seznam slovenskih poslancev, ki so bili izvoljeni leta 2008 in katerih mandat se je iztekel leta 2011; predstavljajo 5. državni zbor Republike Slovenije.
| Ime | Ime                      | Stranka                                    | Poslanska skupina                 | Volilna enota, okraj                    | Delovna telesa | Uradna spletna stran | Opombe |  |
| --- | ------------------------ | ------------------------------------------ | --------------------------------- | --------------------------------------- | --- | -------------------- | --- |  |
|     | Anton Anderlič           | LDS                                        | PK LDS                            |                                         | |                      | zamenjal je Katarino Kresal; potem ko je Kresalovi 2. septembra 2011 prenehal ministrski mandat, je istočasno prenehal tudi Anderličev mandat. Ker pa se je Kresalova še isti dan odpovedala poslanskemu mandatu, je bil Anderlič ponovno imenovan za poslanca. |  |
|     | Bogdan Barovič           | SNS                                        | PS SNS                            | Novo mesto, Trbovlje                    | Odbor za gospodarstvo (član) Odbor za lokalno samoupravo in regionalni razvoj (član) Odbor za finance in monetarno politiko (član) Odbor za zadeve Evropske unije (podpredsednik) | DZ RS                | |  |
|     | Roberto Battelli         | Italij. skupnost                           | NS                                | Koper                                   | Komisija za narodni skupnosti (podpredsednik) Odbor za zunanjo politiko (član) Odbor za kulturo, šolstvo, šport in mladino (član) Kolegij predsednika Državnega zbora (član) | DZ RS                | |  |
|     | Samo Bevk                | SD                                         | PS SD                             | Kranj, Idrija                           | Odbor za kulturo, šolstvo, šport in mladino (član) Odbor za visoko šolstvo, znanost in tehnološki razvoj (član) Komisija za odnose s Slovenci v zamejstvu in po svetu (član) | DZ RS                | |  |
|     | Marjan Bezjak            | SDS                                        | PS SDS                            | Ptuj, Lenart                            | Odbor za gospodarstvo (podpredsednik) Odbor za finance in monetarno politiko (član) Mandatno-volilna komisija (član) | DZ RS                | |  |
|     | Julijana Bizjak Mlakar   | SD                                         | PS SD                             | Kranj, Kamnik                           | Odbor za zdravstvo (članica) Ustavna komisija (podpredsednica) Odbor za zadeve Evropske unije (članica) Mandatno-volilna komisija (članica) | DZ RS                | Zamenjala je Aleksandra Ravnikarja; 29. septembra 2011 je izstopila iz SD |  |
|     | Franc Bogovič            | SLS+SMS                                    | PS SLS                            | Novo mesto, Krško                       | Odbor za gospodarstvo (član) Komisija za peticije ter za človekove pravice in enake možnosti (član) Odbor za lokalno samoupravo in regionalni razvoj (član) Odbor za kmetijstvo, gozdarstvo in prehrano (predsednik)                                                                           | DZ RS                | |  |
|     | Mirko Brulc              | SD                                         | PS SD                             | Postojna, Nova Gorica I                 | Odbor za gospodarstvo (član) Odbor za lokalno samoupravo in regionalni razvoj (član) Odbor za okolje in prostor (član) Komisija za odnose s Slovenci v zamejstvu in po svetu (podpredsednik)                                                                                                   | DZ RS                | |  |
|     | Renata Brunskole         | SD                                         | PS SD                             | Novo mesto, Črnomelj- Metlika           | Odbor za lokalno samoupravo in regionalni razvoj (podpredsednica) Odbor za finance in monetarno politiko (članica) Odbor za promet (članica) | DZ RS                | |  |
|     | Alan Bukovnik            | SD                                         | PS SD                             | Celje, Dravograd- Radlje                | Odbor za kmetijstvo, gozdarstvo in prehrano (podpredsednik) Odbor za promet (član) Odbor za zdravstvo (član) | DZ RS                | |  |
|     | Anton Colarič            | SD                                         | PS SD                             | Ljubljana Bežigrad, LJ-Moste- Polje III | Odbor za gospodarstvo (član) Odbor za notranjo politiko, javno upravo in pravosodje (podpredsednik) Odbor za zdravstvo (član) Odbor za zadeve Evropske unije (član) | DZ RS                | |  |
|     | France Cukjati           | SDS                                        | PS SDS                            | Ljubljana Center, Vrhnika               | Kolegij predsednika Državnega zbora (član) | DZ RS                | |  |
|     | Milan Čadež              | SDS                                        | PS SDS                            | Kranj, Škofja Loka II                   | Odbor za gospodarstvo (član) Odbor za lokalno samoupravo in regionalni razvoj (podpredsednik) Odbor za promet (član) | DZ RS                | |  |
|     | Bogdan Čepič             | SD                                         | PS SD                             | Maribor, Maribor V                      | Odbor za finance in monetarno politiko (član) Odbor za notranjo politiko, javno upravo in pravosodje (član) Odbor za obrambo (podpredsednik) | DZ RS                | |  |
|     | Zvonko Černač            | SDS                                        | PS SDS                            | Postojna, Postojna                      | Komisija za nadzor obveščevalnih in varnostnih služb (predsednik) Odbor za finance in monetarno politiko (član) Komisija za nadzor javnih financ (član) | DZ RS                | |  |
|     | Andreja Črnak Meglič     | SD                                         | PS SD                             | Ljubljana Center, LJ-Vič- Rudnik III    | Komisija za peticije ter za človekove pravice in enake možnosti (podpredsednica)Odbor za zdravstvo (članica) Odbor za delo, družino, socialne zadeve in invalide (predsednica) | DZ RS                | |  |
|     | Silva Črnugelj           | SD                                         | PS SD                             |                                         | | DZ RS                | zamenjala je Igorja Lukšiča |  |
|     | Matevž Frangež           | SD                                         | PS SD                             | Maribor, Maribor VI                     | Odbor za gospodarstvo (član) Odbor za visoko šolstvo, znanost in tehnološki razvoj (član) Odbor za zadeve Evropske unije (podpredsednik) | DZ RS                | |  |
|     | Pavel Gantar             | Zares                                      | PS ZARES                          | Ljubljana Center, LJ-Vič- Rudnik III    | Kolegij predsednika Državnega zbora (predsednik) | DZ RS                | |  |
|     | Ljubo Germič             | LDS                                        | PK LDS                            | Maribor, Ruše                           | Odbor za zdravstvo (predsednik) Odbor za kulturo, šolstvo, šport in mladino (član) Odbor za delo, družino, socialne zadeve in invalide (podpredsednik) Odbor za visoko šolstvo, znanost in tehnološki razvoj (član)                                                                            | DZ RS                | |  |
|     | Joško Godec              | DeSUS                                      | PS DeSUS                          | Ljubljana Bežigrad, Litija              | Odbor za obrambo (član) Odbor za zadeve Evropske unije (član) Mandatno-volilna komisija (podpredsednik) | DZ RS                | |  |
|     | Gregor Golobič           | Zares                                      | PS ZARES                          | Ljubljana Bežigrad, LJ- Bežigrad I      | Odbor za lokalno samoupravo in regionalni razvoj (član) Odbor za kmetijstvo, gozdarstvo in prehrano (član) Odbor za notranjo politiko, javno upravo in pravosodje (član) Odbor za zdravstvo (član) Kolegij predsednika Državnega zbora (član)                                                  | DZ RS                | zamenjala ga je Cveta Zalokar Oražem |  |
|     | Laszlo Göncz             | Madž. skupnost                             | NS                                | Lendava                                 | Komisija za narodni skupnosti (predsednik) Odbor za lokalno samoupravo in regionalni razvoj (član) Odbor za kulturo, šolstvo, šport in mladino (član) Komisija za odnose s Slovenci v zamejstvu in po svetu (član) Kolegij predsednika Državnega zbora (član) Mandatno-volilna komisija (član) | DZ RS                | |  |
|     | Vinko Gorenak            | SDS                                        | PS SDS                            | Maribor, Šmarje pri Jelšah              | Komisija za nadzor obveščevalnih in varnostnih služb (član) Odbor za notranjo politiko, javno upravo in pravosodje (predsednik) Odbor za visoko šolstvo, znanost in tehnološki razvoj (član)                                                                                                   | DZ RS                | |  |
|     | Ivan Grill               | SDS                                        | PS SDS                            | Novo mesto, Novo mesto I                | Komisija za poslovnik (član)Odbor za zdravstvo (podpredsednik) Odbor za visoko šolstvo, znanost in tehnološki razvoj (član) Mandatno-volilna komisija (član) | DZ RS                | |  |
|     | Branko Grims             | SDS                                        | PS SDS                            | Kranj, Kranj III                        | Odbor za zunanjo politiko (član) Odbor za notranjo politiko, javno upravo in pravosodje (član) Odbor za kulturo, šolstvo, šport in mladino (član) Odbor za visoko šolstvo, znanost in tehnološki razvoj (predsednik)                                                                           | DZ RS                | |  |
|     | Milan Gumzar             | LDS                                        | PK LDS                            | Ptuj, Lenart                            | Odbor za gospodarstvo (član) Komisija za peticije ter za človekove pravice in enake možnosti (član) Odbor za lokalno samoupravo in regionalni razvoj (član) Odbor za notranjo politiko, javno upravo in pravosodje (podpredsednik)                                                             | DZ RS                | |  |
|     | Miran Györek             | SNS                                        | PS SNS                            | Ptuj, Murska Sobota I                   | Odbor za kmetijstvo, gozdarstvo in prehrano (član) Odbor za zdravstvo (član) Odbor za kulturo, šolstvo, šport in mladino (podpredsednik) Odbor za visoko šolstvo, znanost in tehnološki razvoj (član)                                                                                          | DZ RS                | |  |
|     | Matjaž Han               | SD                                         | PS SD                             | Novo mesto, Laško                       | Odbor za gospodarstvo (podpredsednik) Odbor za okolje in prostor (član) Odbor za promet (član) | DZ RS                | |  |
|     | Robert Hrovat            | SDS                                        | PS SDS                            | Ljubljana Bežigrad, Domžale I           | Odbor za kmetijstvo, gozdarstvo in prehrano (podpredsednik) Odbor za obrambo (član) Odbor za delo, družino, socialne zadeve in invalide (član) | DZ RS                | |  |
|     | Eva Irgl                 | SDS                                        | PS SDS                            | Postojna, Ajdovščina                    | Komisija za peticije ter za človekove pravice in enake možnosti (predsednica) Odbor za notranjo politiko, javno upravo in pravosodje (članica) Odbor za visoko šolstvo, znanost in tehnološki razvoj (članica)                                                                                 | DZ RS                | |  |
|     | Janez Janša              | SDS                                        | PS SDS                            | Ljubljana Bežigrad, Grosuplje           | Komisija za nadzor javnih financ (član) Odbor za zunanjo politiko (član) | DZ RS                | |  |
|     | Zmago Jelinčič Plemeniti | SNS                                        | PS SNS                            | Celje, Slovenj Gradec                   | Komisija za nadzor obveščevalnih in varnostnih služb (podpredsednik) Odbor za zunanjo politiko (član) Odbor za obrambo (podpredsednik) Kolegij predsednika Državnega zbora (član) | DZ RS                | |  |
|     | Alenka Jeraj             | SDS                                        | PS SDS                            | Ljubljana Center, LJ-Vič- Rudnik I      | Odbor za notranjo politiko, javno upravo in pravosodje (članica) Odbor za zdravstvo (članica) Odbor za delo, družino, socialne zadeve in invalide (članica) | DZ RS                | |  |
|     | Miran Jerič              | LDS                                        | PK LDS                            | Novo mesto, Hrastnik                    | Odbor za okolje in prostor (član) Odbor za promet (član) Komisija za odnose s Slovenci v zamejstvu in po svetu (član) | DZ RS                | |  |
|     | Jožef Jerovšek           | SDS                                        | PS SDS                            | Maribor, Slovenska Bistrica             | Odbor za zunanjo politiko (član) Odbor za notranjo politiko, javno upravo in pravosodje (član) Odbor za obrambo (predsednik) Odbor za zadeve Evropske unije (član) | DZ RS                | |  |
|     | Franco Juri              | Zares                                      | PS ZARES                          | Postojna, Izola                         | Komisija za narodni skupnosti (član) Odbor za zunanjo politiko (član) Odbor za kulturo, šolstvo, šport in mladino (podpredsednik) Komisija za odnose s Slovenci v zamejstvu in po svetu (član) Odbor za zadeve Evropske unije (član)                                                           | DZ RS                | |  |
|     | Luka Juri                | SD                                         | PS SD                             | Postojna, Koper I                       | Odbor za finance in monetarno politiko (član) Odbor za promet (član) Odbor za visoko šolstvo, znanost in tehnološki razvoj (podpredsednik) | DZ RS                | |  |
|     | Franc Jurša              | DeSUS                                      | PS DeSUS                          | Ptuj, Ljutomer                          | Komisija po Zakonu o preprečevanju korupcije (član) Odbor za okolje in prostor (podpredsednik) Odbor za kmetijstvo, gozdarstvo in prehrano (član) | DZ RS                | |  |
|     | Anton Kampuš             | SD                                         | PS SD                             | Ptuj, Gornja Radgona                    | Odbor za gospodarstvo (član) Komisija po Zakonu o preprečevanju korupcije (član) Odbor za lokalno samoupravo in regionalni razvoj (član) | DZ RS                | |  |
|     | Franci Kek               | Zares                                      | PS ZARES                          | Novo mesto, Novo mesto II               | Komisija za poslovnik (član) Odbor za okolje in prostor (član) Odbor za delo, družino, socialne zadeve in invalide (član) | DZ RS                | |  |
|     | Janez Kikelj             | SD                                         | PS SD                             | nadomestil Antona Ropa                  | DZ RS |                      | |  |
|     | Janja Klasinc            | SD                                         | PS SD                             | Ljubljana Bežigrad, LJ-Moste- Polje II  | Odbor za zunanjo politiko (podpredsednica) Odbor za notranjo politiko, javno upravo in pravosodje (članica) Komisija za odnose s Slovenci v zamejstvu in po svetu (članica) | DZ RS                | |  |
|     | Vasja Klavora            | DeSUS                                      | PS DeSUS                          | Postojna, Tolmin                        | Odbor za zdravstvo (član) Odbor za kulturo, šolstvo, šport in mladino (član) Kolegij predsednika Državnega zbora (član) | DZ RS                | |  |
|     | Miroslav Klun            | SD                                         | PS SD                             |                                         | | DZ RS                | zamenjal je Patricka Vlačiča |  |
|     | Bojan Kontič             | SD                                         | PS SD                             | Celje, Velenje I                        | Komisija za poslovnik (član) Odbor za lokalno samoupravo in regionalni razvoj (član) Kolegij predsednika Državnega zbora (član) Mandatno-volilna komisija (član) | DZ RS                | |  |
|     | Gvido Kres               | SLS+SMS                                    | PS SLS                            | Ljubljana Bežigrad, Litija              | Komisija po Zakonu o preprečevanju korupcije (član) Komisija za nadzor obveščevalnih in varnostnih služb (član) Odbor za notranjo politiko, javno upravo in pravosodje (član) Odbor za obrambo (član) Komisija za odnose s Slovenci v zamejstvu in po svetu (podpredsednik)                    | DZ RS                | |  |
|     | Katarina Kresal          | LDS                                        | PK LDS                            | Ljubljana Center, LJ-Šiška I            | Komisija za poslovnik (predsednica) Komisija za nadzor javnih financ (članica) Odbor za zunanjo politiko (članica) Odbor za obrambo (članica) Odbor za zadeve Evropske unije (članica) | DZ RS                | zamenjal jo je Anton Anderlič; od 2. septembra 2011 je ponovno poslanka; ker pa se je funkciji odpovedala, se ji bo mandat iztekel, ko se s tem uradno seznani Mandatno-volilna komisija Državnega zbora                                                        |  |
|     | Danijel Krivec           | SDS                                        | PS SDS                            | Postojna, Tolmin                        | Odbor za gospodarstvo (član) Odbor za okolje in prostor (podpredsednik) Odbor za promet (član) | DZ RS                | |  |
|     | Franc Križanič           | SD                                         | PS SD                             | Ljubljana Center, LJ-Šiška III          | Odbor za gospodarstvo (član) Odbor za finance in monetarno politiko (član) Odbor za visoko šolstvo, znanost in tehnološki razvoj (član) | DZ RS                | zamenjal ga je Andrej Magajna |  |
|     | Marijan Križman          | SD                                         | PS SD                             | Postojna, Koper                         | Komisija za narodni skupnosti (član) Odbor za delo, družino, socialne zadeve in invalide (član) Komisija za odnose s Slovenci v zamejstvu in po svetu (član) | DZ RS                | nadomestil Boruta Pahorja. |  |
|     | Dušan Kumer              | SD                                         | PS SD                             | Ljubljana Center, LJ-Šiška II           | Komisija za nadzor obveščevalnih in varnostnih služb (član) Odbor za obrambo (član) Mandatno-volilna komisija (predsednik) | DZ RS                | |  |
|     | Zvonko Lah               | SDS                                        | PS SDS                            | Novo mesto, Trebnje                     | Komisija za poslovnik (podpredsednik) Odbor za lokalno samoupravo in regionalni razvoj (član) Odbor za okolje in prostor (član) Odbor za promet (član) | DZ RS                | |  |
|     | Matej Lahovnik           | Zares                                      | PS ZARES                          | Celje, Velenje I                        | Odbor za gospodarstvo (član) Komisija po Zakonu o preprečevanju korupcije (član) Komisija za nadzor javnih financ (član) Odbor za obrambo (član) | DZ RS                | zamenjal ga je Lojze Posedel |  |
|     | Darja Lavtižar Bebler    | SD                                         | PS SD                             | Kranj, Kranj I                          | Odbor za zunanjo politiko (članica) Odbor za notranjo politiko, javno upravo in pravosodje (članica) Odbor za zadeve Evropske unije (predsednica) | DZ RS                | |  |
|     | Dejan Levanič            | SD                                         | PS SD                             | Ptuj, Ptuj II                           | Odbor za zunanjo politiko (član) Odbor za kulturo, šolstvo, šport in mladino (član) Odbor za delo, družino, socialne zadeve in invalide (član) | DZ RS                | |  |
|     | Rado Likar               | SDS                                        | PS SDS                            | Kranj, Idrija                           | Odbor za kmetijstvo, gozdarstvo in prehrano (član) Odbor za finance in monetarno politiko (podpredsednik) Komisija za nadzor javnih financ (član) | DZ RS                | |  |
|     | Igor Lukšič              | SD                                         | PS SD                             | Ljubljana Bežigrad, LJ- Bežigrad II     | Odbor za okolje in prostor (član) Odbor za kulturo, šolstvo, šport in mladino (član) Odbor za visoko šolstvo, znanost in tehnološki razvoj (član) | DZ RS                | zamenjala ga je Silva Črnugelj |  |
|     | Andrej Magajna           | SD (2008-2010) Nepovezani poslanci (2010-) | PS SD                             |                                         | | DZ RS                | zamenjal je Franca Križaniča |  |
|     | Silven Majhenič          | SNS                                        | PS SNS                            | Maribor, Slovenske Konjice              | Komisija za poslovnik (član) Odbor za okolje in prostor (član) Komisija za nadzor javnih financ (član) Odbor za notranjo politiko, javno upravo in pravosodje (član) Mandatno-volilna komisija (član)                                                                                          | DZ RS                | |  |
|     | Branko Marinič           | SDS                                        | PS SDS                            | Ptuj, Ptuj III                          | Komisija po Zakonu o preprečevanju korupcije (predsednik) Komisija za peticije ter za človekove pravice in enake možnosti (član) Odbor za promet (član) | DZ RS                | |  |
|     | Tomaž Tom Mencinger      | SD                                         | PS SD                             | Kranj, Jesenice                         | Odbor za lokalno samoupravo in regionalni razvoj (član) Odbor za okolje in prostor (član) Odbor za kulturo, šolstvo, šport in mladino (član) | DZ RS                | |  |
|     | Darko Menih              | SDS                                        | PS SDS                            | Celje, Velenje II                       | Odbor za promet (član) Odbor za zdravstvo (član) Odbor za kulturo, šolstvo, šport in mladino (član) | DZ RS                | |  |
|     | Borut Pahor              | SD                                         | PS SD                             | Postojna, Nova Gorica II                | |                      | nadomestil ga je Marijan Križman |  |
|     | Breda Pečan              | SD                                         | PS SD                             | Postojna, Izola                         | Komisija za narodni skupnosti (članica) Odbor za okolje in prostor (predsednica) Odbor za kmetijstvo, gozdarstvo in prehrano (članica) Komisija za nadzor javnih financ (članica) | DZ RS                | |  |
|     | Damijan Perne            | Zares                                      | PS ZARES                          | Kranj, Kranj I                          | Odbor za okolje in prostor (član) Odbor za notranjo politiko, javno upravo in pravosodje (član) Odbor za promet (član) Odbor za visoko šolstvo, znanost in tehnološki razvoj (član) | DZ RS                | odstopil 14. decembra 2009; zamenjal ga je Alojzij Potočnik |  |
|     | Rudolf Petan             | SDS                                        | PS SDS                            | Maribor, Slovenske Konjice              | Odbor za okolje in prostor (član) Odbor za obrambo (član) Odbor za kulturo, šolstvo, šport in mladino (član) Odbor za zadeve Evropske unije (član | DZ RS                | |  |
|     | Miro Petek               | SDS                                        | PS SDS                            | Celje, Ravne na Koroškem                | Komisija za narodni skupnosti (član) Odbor za zunanjo politiko (član) Komisija za odnose s Slovenci v zamejstvu in po svetu (predsednik) | DZ RS                | |  |
|     | Iztok Podkrižnik         | SDS                                        | PS SDS                            | Celje, Mozirje                          | Odbor za finance in monetarno politiko (član) Odbor za zadeve Evropske unije (član) Mandatno-volilna komisija (podpredsednik) | DZ RS                | |  |
|     | Marijan Pojbič           | SDS                                        | PS SDS                            | Ptuj, Pesnica                           | Komisija po Zakonu o preprečevanju korupcije (član) Komisija za narodni skupnosti (član) Odbor za lokalno samoupravo in regionalni razvoj (član) Odbor za delo, družino, socialne zadeve in invalide (podpredsednik)                                                                           | DZ RS                | |  |
|     | Lojze Posedel            | Zares                                      | PS ZARES                          |                                         | | DZ RS                | Zamenjal je Mateja Lahovnika |  |
|     | Alojz Potočnik           | Zares                                      | PS ZARES                          | nadomestil Damijana Perneta             | DZ RS |                      | |  |
|     | Majda Potrata            | SD                                         | PS SD                             | Maribor, Maribor IV                     | Komisija za peticije ter za človekove pravice in enake možnosti (članica) Odbor za kulturo, šolstvo, šport in mladino (predsednica) Odbor za delo, družino, socialne zadeve in invalide (članica) Odbor za visoko šolstvo, znanost in tehnološki razvoj (članica)                              | DZ RS                | |  |
|     | Miran Potrč              | SD                                         | PS SD                             | Ljubljana Center, LJ-Center             | Odbor za notranjo politiko, javno upravo in pravosodje (član) Kolegij predsednika Državnega zbora (član) Mandatno-volilna komisija (član) | DZ RS                | |  |
|     | Jakob Presečnik          | SLS+SMS                                    | PS SLS                            | Celje, Mozirje                          | Odbor za zunanjo politiko (član) Odbor za zdravstvo (član) Odbor za delo, družino, socialne zadeve in invalide (član) Kolegij predsednika Državnega zbora (član) Odbor za zadeve Evropske unije (član) Mandatno-volilna komisija (član)                                                        | DZ RS                | |  |
|     | Srečko Prijatelj         | SNS                                        | PS SNS                            | Postojna, Sežana                        | Komisija po Zakonu o preprečevanju korupcije (član) Odbor za promet (podpredsednik) Odbor za delo, družino, socialne zadeve in invalide (član) Komisija za odnose s Slovenci v zamejstvu in po svetu (član)                                                                                    | DZ RS                | 17. marca 2011 odvzet poslanski mandat; nadomestila ga je Sara Viler |  |
|     | Franc Pukšič             | SDS SLS                                    | PS SDS samostojni poslanec PS SLS | Ptuj, Ptuj I                            | Odbor za lokalno samoupravo in regionalni razvoj (član) Odbor za zunanjo politiko (član) Komisija za odnose s Slovenci v zamejstvu in po svetu (član) | DZ RS                | 24.11.2008 je izstopil iz PS SDS. |  |
|     | Aleksander Ravnikar      | SD                                         | PS SD                             | Kranj, Kranj II                         | Komisija za poslovnik (podpredsednik) Odbor za zadeve Evropske unije (član) Mandatno-volilna komisija (član) | DZ RS                | umrl 6. julija 2009; zamenjala ga je Julijana Bizjak Mlakar. |  |
|     | Vili Rezman              | DeSUS                                      | PS DeSUS                          | Maribor, Ruše                           | Odbor za gospodarstvo (predsednik) Komisija za narodni skupnosti (član) Odbor za finance in monetarno politiko (član) | DZ RS                | |  |
|     | Janez Ribič              | SLS+SMS                                    | PS SLS                            | Maribor, Maribor III                    | Komisija za poslovnik (član) Komisija za nadzor javnih financ (podpredsednik) Odbor za promet (član) Odbor za kulturo, šolstvo, šport in mladino (član) | DZ RS                | |  |
|     | Andreja Rihter           | SD                                         | PS SD                             | Celje, Celje II                         | Odbor za zunanjo politiko (članica) Odbor za zdravstvo (podpredsednica) Odbor za kulturo, šolstvo, šport in mladino (članica) | DZ RS                | |  |
|     | Anton Rop                | SD                                         | PS SD                             | Ljubljana Center, LJ-Šiška I            | Odbor za finance in monetarno politiko (predsednik) Odbor za delo, družino, socialne zadeve in invalide (član) Odbor za zadeve Evropske unije (član) | DZ RS                | postal podpredsednik Evropske investicijske banke; nadomestil ga Janez Kikelj |  |
|     | Vito Rožej               | Zares                                      | PS ZARES                          |                                         | | DZ RS                | zamenjal je Majdo Širca Ravnikar; po njeni vrnitvi 29. junija 2011 ni več poslanec |  |
|     | Borut Sajovic            | LDS                                        | PK LDS                            | Kranj, Tržič                            | Odbor za kmetijstvo, gozdarstvo in prehrano (član) Odbor za finance in monetarno politiko (član) Kolegij predsednika Državnega zbora (član) Mandatno-volilna komisija (član) | DZ RS                | |  |
|     | Tadej Slapnik            | Zares                                      | PS ZARES                          | nadomestil Iva Vajgla                   | | DZ RS                | |  |
|     | Majda Širca Ravnikar     | Zares                                      | PS ZARES                          | Ljubljana Center, LJ-Šiška II           | Komisija za peticije ter za človekove pravice in enake možnosti (članica) Odbor za kulturo, šolstvo, šport in mladino (članica) Odbor za delo, družino, socialne zadeve in invalide (članica) Odbor za visoko šolstvo, znanost in tehnološki razvoj (članica)                                  | DZ RS                | zamenjal jo je Vito Rožej ; 29. junija 2011 se vrnila v parlament |  |
|     | Jože Tanko               | SDS                                        | PS SDS                            | Ljubljana Bežigrad, Ribnica             | Odbor za kulturo, šolstvo, šport in mladino (član) Kolegij predsednika Državnega zbora (član) Mandatno-volilna komisija (član) | DZ RS                | |  |
|     | Štefan Tisel             | SDS                                        | PS SDS                            | Celje, Šentjur                          | Odbor za lokalno samoupravo in regionalni razvoj (član) Odbor za zdravstvo (član) Odbor za delo, družino, socialne zadeve in invalide (član) | DZ RS                | |  |
|     | Vili Trofenik            | Zares                                      | PS ZARES                          | Ptuj, Ormož                             | Odbor za lokalno samoupravo in regionalni razvoj (predsednik) Odbor za finance in monetarno politiko (član) Komisija za nadzor javnih financ (član) Mandatno-volilna komisija (član) | DZ RS                | |  |
|     | Anton Urh                | DeSUS                                      | PS DeSUS                          | Kranj, Radovljica I                     | Komisija za nadzor obveščevalnih in varnostnih služb (član) Odbor za notranjo politiko, javno upravo in pravosodje (član) Odbor za promet (član) | DZ RS                | izvoljen za evroposlanca; zamenjal ga Tadej Slapnik |  |
|     | Ivo Vajgl                | Zares                                      | PS ZARES                          | Maribor, Maribor IV                     | Komisija za nadzor obveščevalnih in varnostnih služb (član) Odbor za zunanjo politiko (predsednik) Odbor za zadeve Evropske unije (član) Mandatno-volilna komisija (član) | DZ RS                | |  |
|     | Janko Veber              | SD                                         | PS SD                             | Ljubljana Bežigrad, Kočevje             | Odbor za okolje in prostor (član) Odbor za kmetijstvo, gozdarstvo in prehrano (član) Odbor za promet (predsednik) | DZ RS                | |  |
|     | Peter Verlič             | SDS                                        | PS SDS                            | Ljubljana Center, Cerknica- Logatec     | Odbor za okolje in prostor (član) Odbor za promet (podpredsednik) Odbor za zadeve Evropske unije (član) | DZ RS                | |  |
|     | Sara Viler               | SNS                                        | PS SNS                            |                                         | | DZ RS                | zamenjala Srečka Prijatelja |  |
|     | Andrej Vizjak            | SDS                                        | PS SDS                            | Novo mesto, Brežice                     | Odbor za gospodarstvo (član) Odbor za finance in monetarno politiko (član) Komisija za nadzor javnih financ (predsednik) Mandatno-volilna komisija (član) | DZ RS                | |  |
|     | Patrick Vlačič           | SD                                         | PS SD                             | Postojna, Piran                         | Odbor za zunanjo politiko (član) Odbor za notranjo politiko, javno upravo in pravosodje (član) Odbor za promet (član) | DZ RS                | zamenjal ga je Miroslav Klun |  |
|     | Cveta Zalokar Oražem     | Zares                                      | PS ZARES                          |                                         | | DZ RS                | zamenjala je Gregorja Golobiča; po njegovi vrnitvi julija 2011 odšla iz parlamenta |  |
|     | Matjaž Zanoškar          | DeSUS                                      | PS DeSUS                          | Celje, Slovenj Gradec                   | Odbor za lokalno samoupravo in regionalni razvoj (član) Komisija za nadzor javnih financ (član) Odbor za visoko šolstvo, znanost in tehnološki razvoj (podpredsednik) | DZ RS                | |  |
|     | Milenko Ziherl           | SDS                                        | PS SDS                            | Kranj, Škofja Loka I                    | Odbor za okolje in prostor (član) Odbor za kmetijstvo, gozdarstvo in prehrano (član) Odbor za zunanjo politiko (podpredsednik) Odbor za zadeve Evropske unije (član) | DZ RS                | |  |
|     | Aleksander Zorn          | SDS                                        | PS SDS                            | Ljubljana Bežigrad, Litija              | Odbor za kulturo, šolstvo, šport in mladino (podpredsednik) Odbor za visoko šolstvo, znanost in tehnološki razvoj (član) Komisija za odnose s Slovenci v zamejstvu in po svetu (član) | DZ RS                | |  |
|     | Radovan Žerjav           | SLS+SMS                                    | PS SLS                            | Ptuj, Murska Sobota II                  | Komisija za narodni skupnosti (član) Odbor za okolje in prostor (član) Odbor za finance in monetarno politiko (podpredsednik) Odbor za visoko šolstvo, znanost in tehnološki razvoj (član) | DZ RS                | |  |
|     | Franc Žnidaršič          | DeSUS                                      | PS DeSUS                          | Novo mesto, Trebnje                     | Komisija za poslovnik (član) Odbor za zunanjo politiko (član) Odbor za delo, družino, socialne zadeve in invalide (član) Komisija za odnose s Slovenci v zamejstvu in po svetu (član) Kolegij predsednika Državnega zbora (član)                                                               | DZ RS                | |  |
|     | Melita Župevc            | SD                                         | PS SD                             | Novo mesto, Trbovlje                    | Odbor za zunanjo politiko (članica) Odbor za obrambo (članica) Mandatno-volilna komisija (članica) | DZ RS                | |  |